# 科菲克里克 (蒙大拿州)
科菲克里克（英語：Coffee Creek）是位於美國蒙大拿州弗格斯縣的普查規定居民點。

## 歷史
科菲克里克的郵局自1914年營運至今。

## 人口
根據2020年美國人口普查的數據，科菲克里克的面積為0.95平方千米，皆為陸地。當地共有人口22人，而人口密度為每平方千米23.16人。